# Ordre de Saint-Vladimir
L’ordre impérial de Saint-Vladimir, prince égal aux apôtres (en russe : Императорский орден Святого Равноапостольного князя Владимира) est un ordre honorifique russe institué le 4 octobre 1782 par Catherine II en l’honneur de Vladimir le Grand à l'occasion du vingtième anniversaire de son règne. Cette distinction était destinée à ceux qui se distinguaient soit à l’armée, soit dans la vie civile.
L’ordre de Saint-Vladimir fut décerné de 1782 à 1917 ; prestigieux, il conférait de plein droit à son récipiendaire la noblesse héréditaire.

## Historique de l'Ordre de Saint-Vladimir

### Sous le règne de Catherine II

#### Création

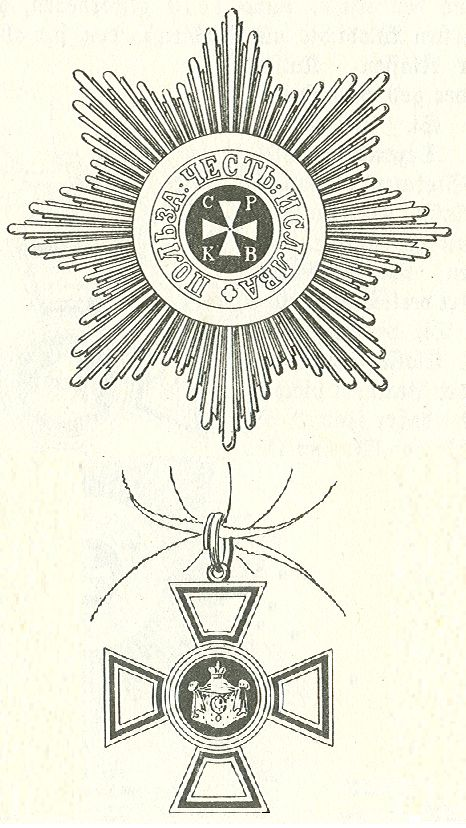
L’Ordre de Saint-Vladimir en 1782

Le 22 septembre 1782, Catherine II instaura à l’occasion du vingtième anniversaire de son accession au trône un nouvel ordre honorant la mémoire du grand-prince de Kiev Vladimir Ier, canonisé par l’église orthodoxe et fondateur de la Russie chrétienne.
L’attribution de cet ordre était identique à celle des ordres déjà existant et comportait quatre classes. Le nombre de récipiendaires n’était pas limité. En 1789 la décoration à titre militaire est distinguée de l’attribution à titre civil par l’adjonction d’un ruban horizontal.
L’attribution des différentes classes de l’ordre était liée à la position occupée dans la table des rangs. La première classe n’était attribué que jusqu’au troisième rang, la seconde jusqu’au quatrième rang, la troisième jusqu’au cinquième rang et la quatrième jusqu'au septième rang.
De plus la quatrième classe pouvait être accordée pour bons et loyaux services aux militaires ou civils justifiant de 35 ans de service irréprochable. La croix comportait alors, sur ses deux extrémités droite et gauche, la mention 35 ans en lettres dorées.

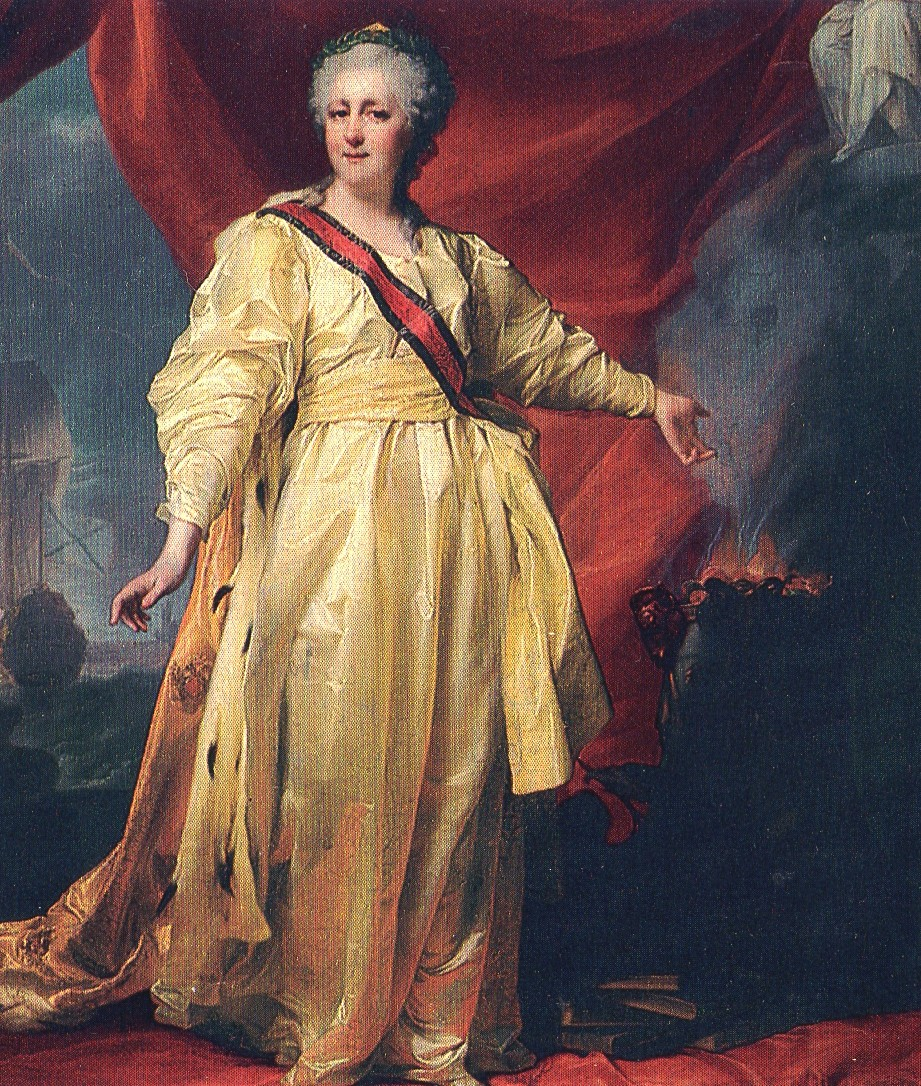
L’impératrice Catherine II de Russie portant le ruban rouge bordé de noir de l’Ordre de Saint-Vladimir

Contrairement aux autres titres honorifiques de la Russie impériale décernés aux membres de la famille impériale le jour de leur naissance ou attribués aux personnalités de la noblesse russe le jour de leur majorité (18 ans), l’Ordre de Saint-Vladimir ne récompensait pas la naissance mais était destiné à ceux qui se distinguaient soit à l’armée, soit dans la vie civile. Dans l’histoire de l’attribution de l’Ordre de Saint-Vladimir, seule, Catherine II de Russie s’attribua cet ordre le 22 septembre 1782.

#### Premiers récipiendaires
Dans une galerie de portraits, Dmitri Grigorievitch Levitski immortalisa les premiers récipiendaires de l’Ordre de Saint-Vladimir. Les officiers décorés de l’Ordre de Saint-Vladimir 1re classe le 24 novembre 1782 : Ivan Avramovitch Hanibal, le fils aîné d’Abram Petrovitch Hanibal, I.A Igelström, Valentin Platonovitch Moussine-Pouchkine, Mikhaïl Sergueïevitch Potemkine (un lointain parent du prince Grigori Alexandrovitch Potemkine), Ivan Grigorievitch Tchernychev. Les personnalités civiles décorées de l’Ordre de Saint-Vladimir : le ministre de l’Éducation, le comte Ivan Ivanovitch Chouvalov, le prince Alexandre Andreïevitch Bezborodko. D’autres personnalités ne figurant pas dans la galerie de portraits de Dmitri Grigorievitch Levitski furent également décorées de l’Ordre de Saint-Vladimir comme le maréchal Piotr Alexandrovitch Roumiantsev, Grigori Aleksandrovitch Potemkine, le général Nikolaï Vasilievitch Repnine, le comte Zakhar Grigorievitch Tchernychev, le ministre des Affaires étrangères Nikita Ivanovitch Panine, le secrétaire personnel de Catherine II de Russie, Ivan Ivanovitch Betskoï (d’autres personnalités reçurent également cet ordre). En 1783, Catherine II attribua l’Ordre de Saint-Vladimir (1re classe) au feld-maréchal Alexandre Vassilievitch Souvorov.

#### Service de table
En 1777, l’impératrice Catherine II passa commande d’un service de table à l’Ordre de Saint-Vladimir à la manufacture Gardner Merchant (créée en 1766 ; aujourd’hui manufacture de porcelaine Dmitrov, située dans la petite ville de Verbilki, près de Moscou),. Un ruban rouge bordé de noir rappelant celui de l’ordre ornait le centre des différentes pièces de vaisselle. Au milieu de chaque pièce ornée de feuilles vertes figurait une étoile argentée à huit branches et, en son centre, la croix de l’Ordre. Il fut utilisé au Palais d'Hiver, le 27 septembre (selon le calendrier julien), jour de la célébration de la fête de l’ordre.

#### Second service de table
En 1783, l’impératrice Catherine II passa commande d’un service de table de 140 pièces pour un coût de 15 000 roubles. Un ruban rouge bordé de noir rappelant celui de l’ordre ornait le centre des différentes pièces de vaisselle. Au milieu de chaque pièce ornée de feuilles vertes figurait une étoile argentée à huit branches et, en son centre, la croix d’or sur fond noir. Les nombreux couverts étaient également ornés de ces différents insignes : croix ou étoile.

#### Admission
Lors de leur admission, les récipiendaires de l'Ordre de Saint-Vladimir (1re classe) s'acquittaient de la somme de 450 roubles, un titulaire de 2e classe, la somme de 225 roubles, les chevaliers honorés par l'Ordre de 3e et 4e classe, la somme de 40 et 45 roubles. Les personnalités civiles récompensées de l'Ordre de 4e classe réservé aux autorités civiles comptabilisant 25 ou 35 ans de service, les titulaires comptabilisant 18 campagnes navales, les militaires ayant reçu le baptême du feu, les personnes étrangères servant l'Empire russe ne réglaient aucun droit d'admission. Après 1855, une personnalité déjà titulaire de l'Ordre et honorée une seconde fois par l'insigne avec épées de même classe ne réglait que la moitié de la somme. Cette dernière fut consacrée au soutien des associations caritatives de l'Empire, les titulaires désargentés.

#### Pensions
Chaque année, un capital de 24 000 roubles destiné aux récipiendaires de l'Ordre fut placé afin d'allouer une somme aux plus anciens titulaires, le montant différait selon la classe (6 000 roubles destinés à chacune des classes). Chaque année, les titulaires de 1re classe les plus âgés recevaient la somme de 600 roubles, (leurs rentes personnelles n'étaient pas pris en compte), une pension de 300 roubles étaient versée aux 2e classe, les 3e et 4e classe percevaient une somme de 200 ou 100 roubles. Pendant une année, l'épouse du récipiendaire décédé continuait à percevoir la pension.

#### Admission dans la noblesse des récipiendaires

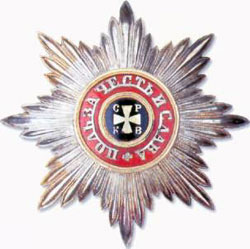
Plaque de l'Ordre de Saint-Vladimir

Dès le 22 septembre 1782, date de création de l’Ordre de Saint-Vladimir, les récipiendaires (des quatre classes) obtenaient de plein droit la noblesse héréditaire.
En 1900, seules les trois premières classes pouvaient prétendre à la noblesse héréditaire, la quatrième classe ne conférant que la noblesse personnelle.
Tout membre de l'Ordre pouvait (mais ce n’était pas une obligation) indiquer dans ses armes un symbole rappelant l’origine de son nouveau statut (art. 141).

#### L'église de l'Ordre

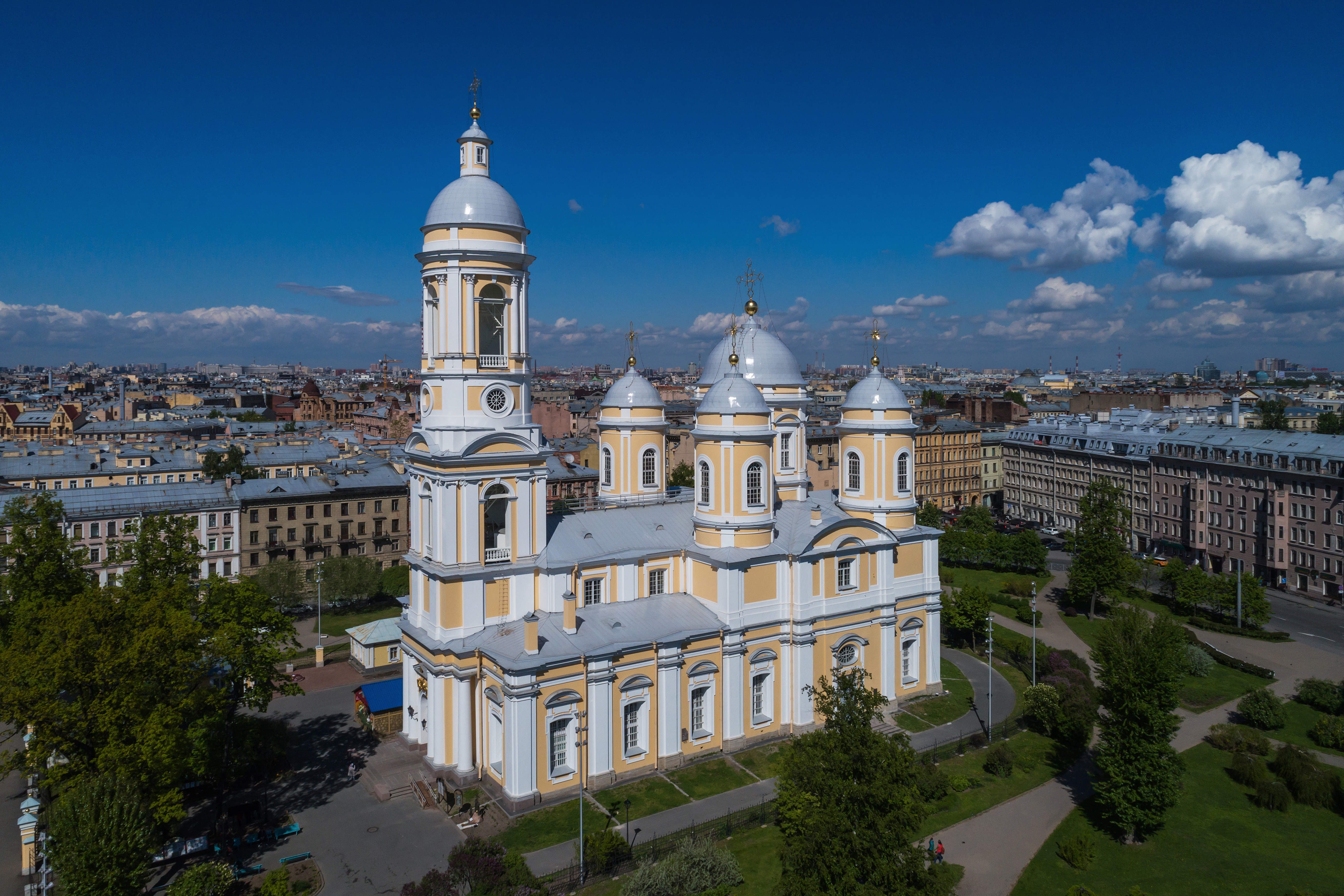
La cathédrale Saint-Vladimir de Saint-Pétersbourg, église capitulaire de l'Ordre de Saint-Vladimir

En 1782, la cathédrale Sainte-Sophie à Tsarskoïe Selo fut attribuée à l'Ordre de Saint-Vladimir. De 1845 à 1917, la cathédrale Saint-Vladimir de Saint-Pétersbourg fut l'église capitulaire de l'Ordre.
Contrairement aux autres ordres de l'Empire russe, il n'exista aucune tenue de cérémonie pour les récipiendaires de l'Ordre de Saint-Vladimir.

### Suppression de l'Ordre par PaulIer
Nourrissant un vif ressentiment pour sa mère, la Grande Catherine, Paul Ier de Russie abolit l'Ordre de Saint-Vladimir en 1782. Il sera rétabli par son fils, Alexandre Ier de Russie en 1801

### Rétablissement par AlexandreIer

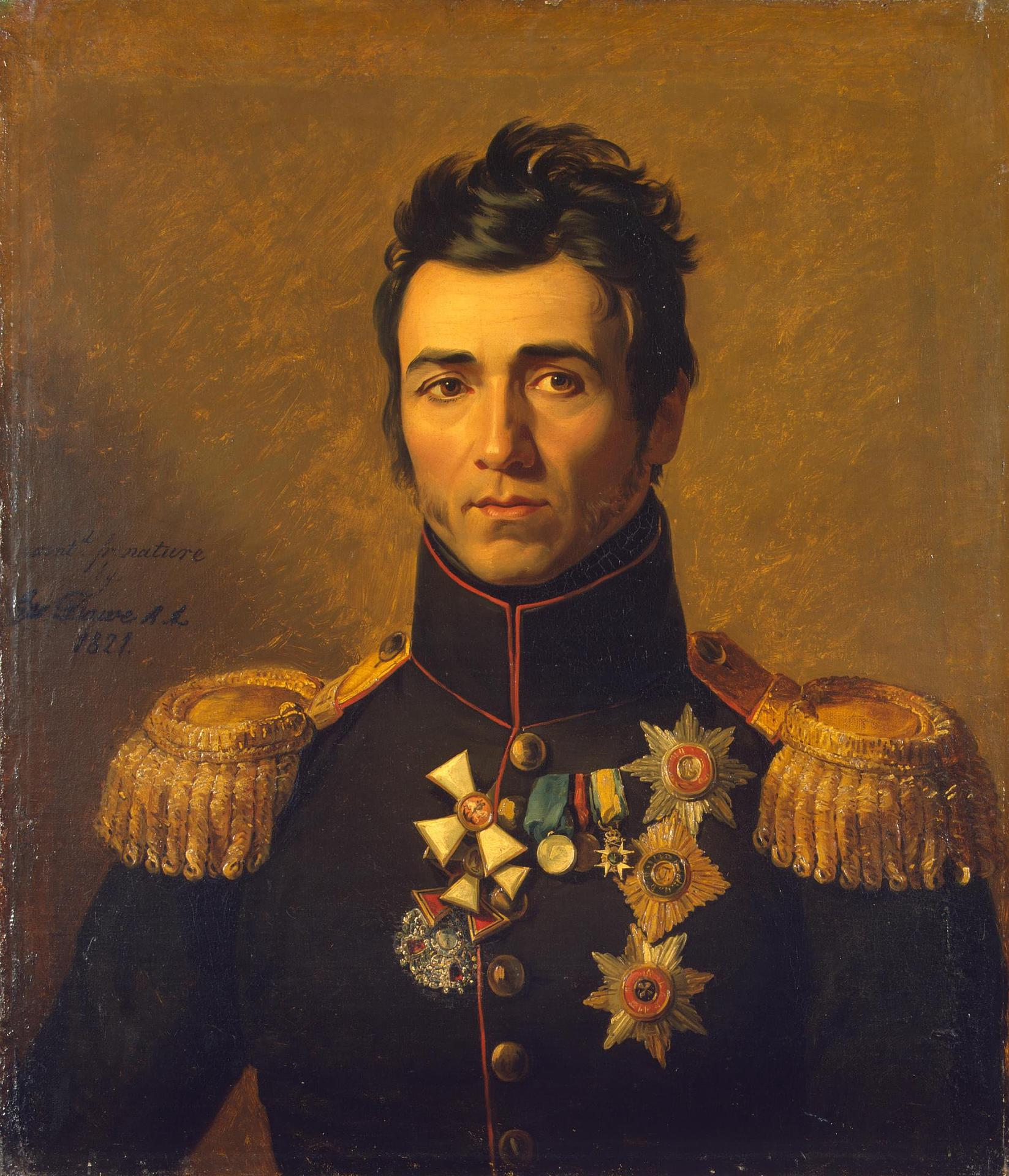
Le général d'artillerie Piotr Mikhaïlovitch Kartsevitch

Sous le règne de Paul Ier de Russie (1796-1801), les attributions de l'Ordre de Saint-Vladimir cessèrent. Le 12 décembre 1801, Alexandre Ier de Russie décerna à nouveau ce titre honorifique.
Au cours des différentes batailles engagées contre l'Armée napoléonienne, l'empereur décerna 12 croix de Saint-Vladimir de (1re classe), notamment à : Piotr Petrovitch Konovnitsyne, Alexandre Ostermann-Tolstoï, Nikolaï Nikolaïevitch Raïevski. Au cours de la Guerre patriotique de 1812 et la Campagne d'Allemagne de 1813, Alexandre Ier de Russie attribua 95 croix de Saint-Vladimir (2e classe), notamment à Adam Ożarowski, au général de cavalerie, Frank Mikhaïlovitch Douka, au lieutenant-général Evstafi Evstafovitch Oudom, au général de cavalerie Georgi Arsenievitch Iemanouel, au général d'artillerie Piotr Mikhaïlovitch Kartsevitch.
Au cours de la Guerre patriotique de 1812, Alexandre Ier de Russie décerna une centaine de croix de Saint-Vladimir (3e classe) (dans la liste des bénéficiaires figure le nom du prince Sergueï Grigorievitch Volkonski). Environ douze officiers furent décorés de l'Ordre de Saint-Vladimir (4e classe) avec ruban : ces derniers prendront une part active à la tentative de coup d'État du 14 décembre 1825 et seront condamnés par les différents tribunaux. Parmi ceux-ci figurent les noms du lieutenant-colonel, de Sergueï Ivanovitch Mouraviov-Apostol, du lieutenant-colonel Mikhaïl Sergueïevitch Lounin, de Pavel Ivanovitch Pestel, d'Alexandre Mikhaïlovitch Mouraviov, du poète et écrivain Fiodor Nikolaïevitch Glinka
À deux reprises, Alexandre Ier de Russie décerna au général d'infanterie et futur gouverneur de Finlande Taddeus Steinheil, l'Ordre de Saint-Vladimir (4e classe) avec ruban, pour sa bravoure au cours de la bataille de Czaśniki (1re décoration), puis durant la bataille de la Bérézina (2de décoration).
En 1812, Alexandre Ier de Russie décerna au héros de la guerre patriotique, le major-général Iakov Petrovitch Koulnev, l'Ordre de Saint-Vladimir (4e classe) avec ruban.
En 1818, Alexandre Ier de Russie décerna au comte Ioánnis Kapodístrias , ministre des Affaires étrangères, l'Ordre de Saint-Vladimir (1re classe).

### Sous le règne de NicolasIer

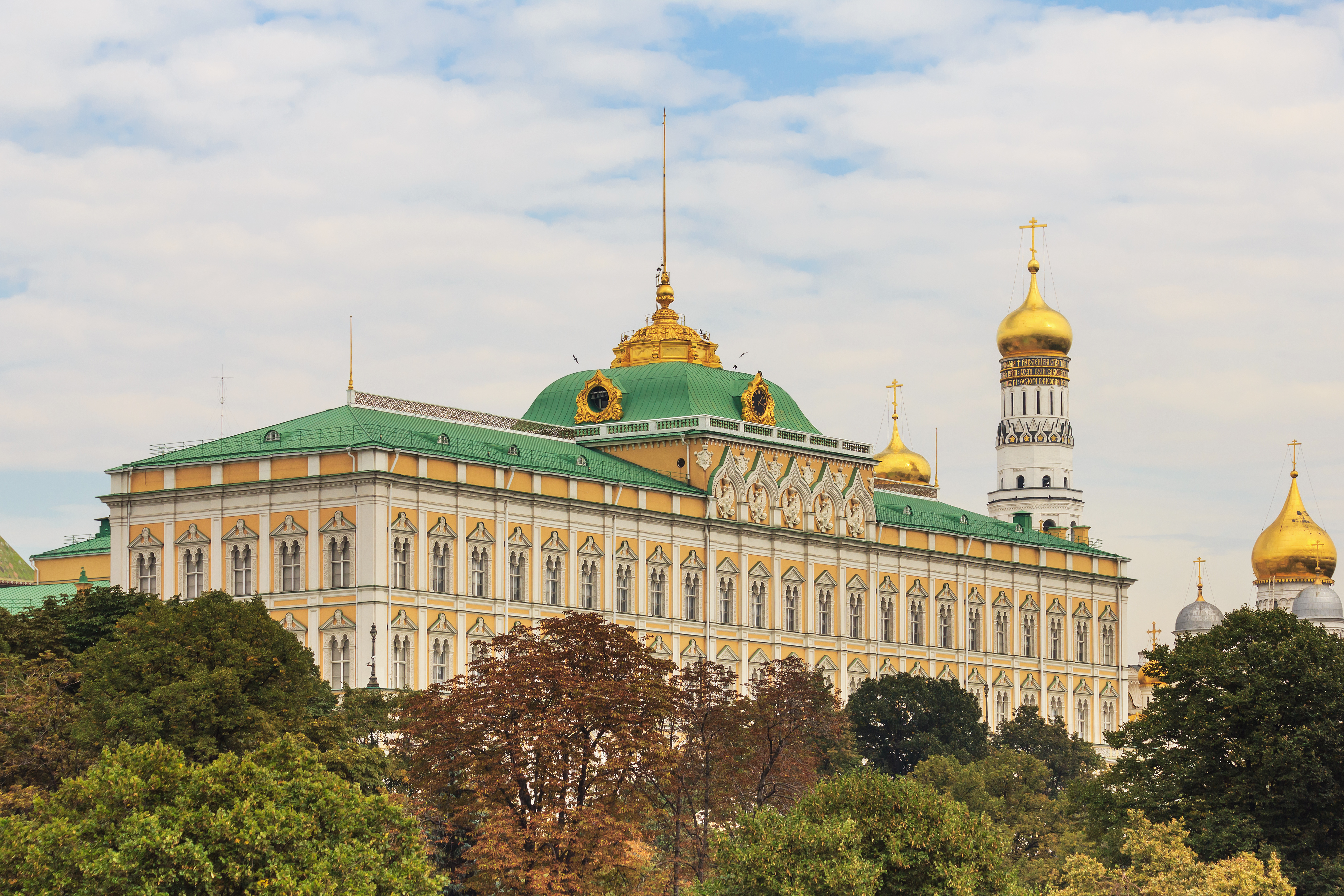
Grand Palais du Kremlin à Moscou

Le décret signé le 9 août 1844 permit l'attribution de l'Ordre de Saint-Vladimir aux personnes n'appartenant pas à la religion chrétienne. Sur l'insigne remis aux non-chrétiens la croix de Saint-Vladimir fut remplacée par l'aigle bicéphale.
En 1837, Nicolas Ier prit la décision de faire construire un nouveau palais impérial dans l'enceinte du Kremlin. L'architecte Konstantin Andreïevitch Ton fut chargé du projet qui prévoyait 700 salles et pièces de réception avec, au rez-de-chaussée, les pièces réservées à l'empereur et aux membres de la famille impériale. Un grand escalier permettait d'accéder à cinq vastes salles situées à l'étage. Chacune de ces cinq pièces furent consacrées aux cinq ordres de l'Empire russe : une pièce réservée à l'Ordre de Saint-André (salle Saint-André), une pièce réservée à l'Ordre de Sainte-Catherine (salle Sainte-Catherine), une salle réservée à l'Ordre de Saint-Vladimir (salle Saint-Vladimir), une pièce réservée à l'Ordre de Saint-Alexandre Nevski (salle Saint Alexandre Nevski), une autre salle réservée à l'Ordre de Saint-Georges (salle Saint-Georges).

#### Insigne de service
Par un oukase signé le 3 août 1845, Nicolas Ier de Russie exigea que l'Ordre de Saint-Vladimir (quatrième classe) fut automatiquement décerné aux militaires comptabilisant 25 années de service ou 18 campagnes navales pour les membres de la Marine impériale de Russie.
Créé en 1787, cet ordre de quatrième classe récompensait les civils ou militaires totalisant 35 années de service irréprochable et consécutif dans les 14 classes de la Table des rangs. Ce titre honorifique fut également attribué à des membres du clergé ayant reçu le baptême du feu et au service de la Russie depuis 25 ans.
Les chiffres 18 (pour 18 années de service), 25 (pour 25 années de service) furent inscrits sur les bras horizontaux de la croix (avers et revers).

### Sous le règne d'Alexandre II

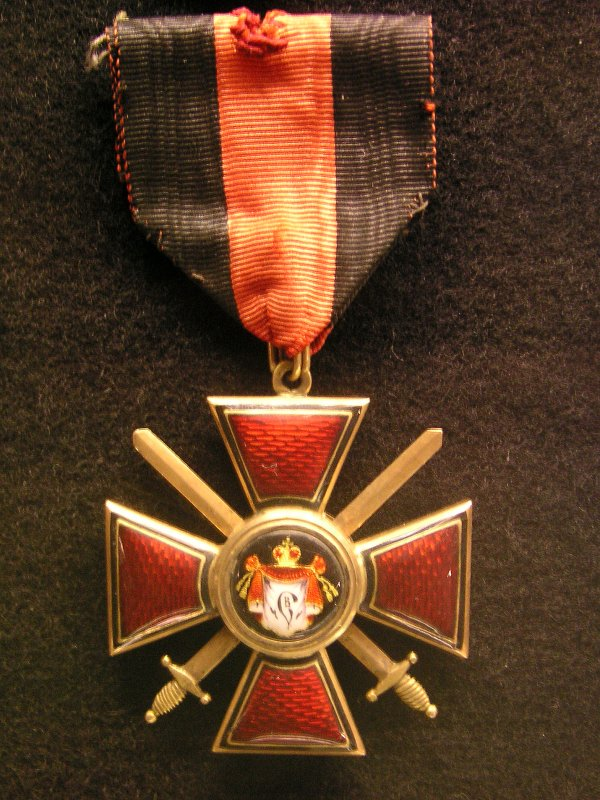
Croix de Saint-Vladimir avec glaives en sautoir

Afin de différencier les civils des militaires, Alexandre II de Russie modifia l'Ordre de Saint-Vladimir attribué aux militaires. Le 5 août 1855, l'empereur ordonna l'ajout de deux glaives posés en sautoir à l'Ordre de Saint-Vladimir (4e classe). L'attribution de cet insigne avec glaives était destinée aux militaires auteurs de faits héroïques sur un champ de bataille. Quelques années plus tard, les 1re, 2e et 3e classe furent également dotées de glaives en sautoir.
Par le décret du 15 décembre 1857, le ruban noué à la verticale fut rétabli. Les militaires titulaires de l'Ordre de Saint-Vladimir (4e classe), de Sainte-Anne (3e classe), de Saint-Stanislas (3e classe) avec glaives en sautoir portèrent leurs insignes avec un ruban noué horizontalement. Seuls, les militaires, auteurs d'un fait de bravoure portèrent ce ruban noué.
En 1855, une nouvelle forme d'insigne fit son apparition, il était destiné aux civils auteurs d'un fait de guerre. Dans le cas où un titulaire honoré de la 4e classe pour un fait de guerre, recevait par la suite une ou plusieurs classe supérieure à cette dernière, le récipiendaire avait la possibilité d'ajouter deux glaives en sautoir sur la partie supérieure de la branche de la croix ou de la plaque civile. Le port de cet insigne avec glaives en sautoir sanctionnait l’attribution de la 4e classe à titre militaire. Cet insigne portant le nom « avec glaives en sautoir au-dessus de l'ordre » fut attribué de 1855 à 1870.
Entre 1860 et 1880, l'Ordre de Saint-Vladimir prit une nouvelle apparence, comme l'Ordre de Saint-Alexandre Nevski, la croix se présenta sous une couleur noire.

### Sous le règne de Nicolas II

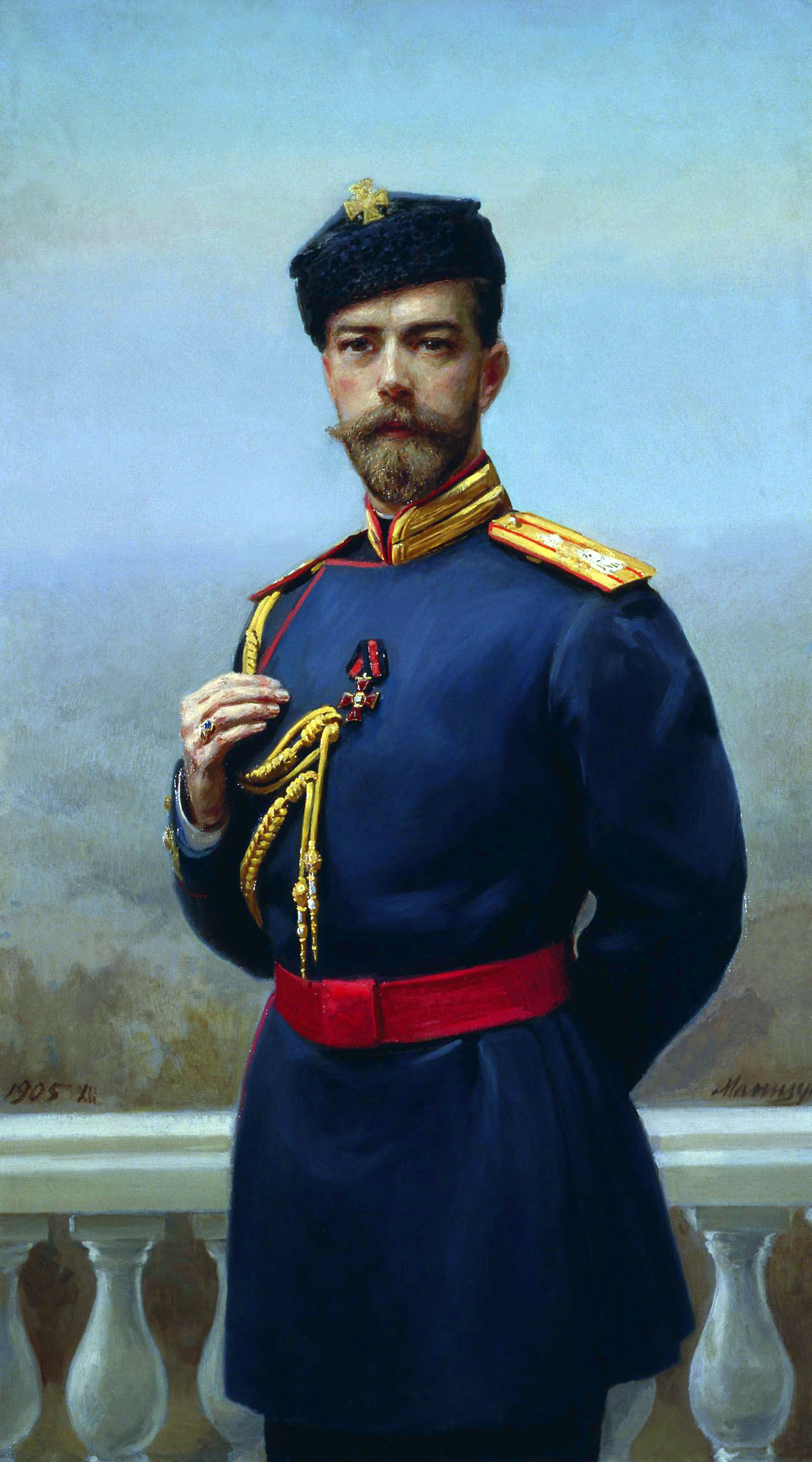
Nicolas II de Russie portant l'Ordre de Saint-Vladimir 4e classe (1906), portrait du peintre russe Henry Matveevitch Manizer (1847-1925)

De par sa naissance, le tsarévitch Nicolas Alexandrovitch de Russie reçut les titres honorifiques les plus prestigieux de l'Empire. En 1892, après un service de 25 ans en qualité d'officier dans l'Armée impériale de Russie, l'héritier du trône fut décoré de l'Ordre de Saint-Vladimir de 4e classe. À partir de ce jour, il lui fut permis d'épingler sur sa poitrine cette petite croix de l'Ordre de Saint-Vladimir.
En 1905, Nicolas II de Russie attribua à Ivan Fiodorovitch Manasevitch-Manuilov (1869 ou 1870-1918) l'Ordre de Saint-Vladimir (4e classe). En interceptant les courriers de l'attaché militaire de l'ambassade du Japon, Akashi Motojirō, ce journaliste et agent de la police secrète (L'Okhrana) découvrit une partie du code utilisé par l'armée japonaise,.
Au cours de la Première Guerre mondiale, l'or et l'argent venant à manquer en Russie et le nombre d'attribution de l'Ordre de Saint-Vladimir augmentant de façon sensible, ces deux métaux furent remplacés par du cuivre, et le médaillon en émail par une peinture.

### Aujourd'hui
L'Ordre a été aboli en 1917 à la suite de l'effondrement de l'Empire. Il a toutefois été ressuscité en 1957 par l'Église russe sous le nom d'Ordre de Saint-Vladimir, prince égal aux apôtres, à l'occasion du quarantième anniversaire de la restauration du patriarcat : seules les trois premières classes sont actuellement décernées.

## Insignes

### Description
L'Insigne :

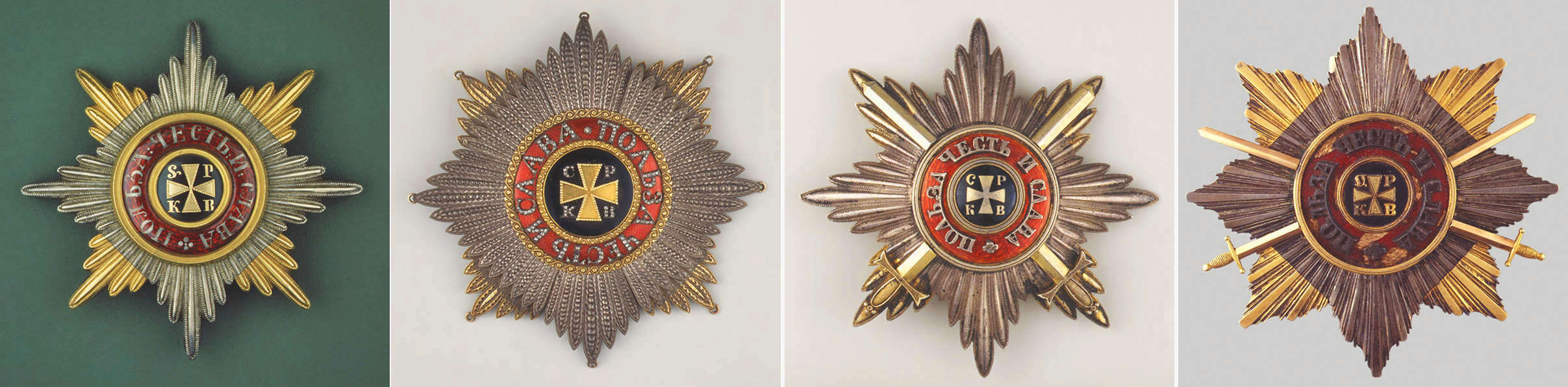
Plaques de l'ordre de Saint-Vladimir.

Avers : Une croix pattée en émail vitrifié de couleur rouge aux bordures noires et dorées. En son centre un cercle émaillé de couleur noire sur lequel est représenté un manteau d'hermine rouge et blanc surmonté de la couronne princière. Sur la fourrure herminée cette inscription : « C.B » (cyrillique pour S.V).
Revers : Un médaillon d'émail noir avec en son centre la date de sa création : « 22 сентября 1782 » (russe pour 22 septembre 1782).
Concernant la première classe de l'Ordre de Saint-Vladimir, la croix était suspendue à une écharpe rouge et noire passant de l'épaule gauche à la hanche droite. L'insigne était porté autour du cou pour les 2e et 3e classe, porté sur le côté gauche pour les récipiendaires de 4e classe.
La plaque : De forme octogonale, les angles sont alternativement de couleur or et argent. En son milieu, sur un fond émaillé noir, la croix pattée d'or, entre les bras de cette dernière est inscrit le monogramme de Saint-Vladimir : « CPKB » (cyrillique pour SRKV). Sur le cercle d'émail rouge la devise de l'Ordre : « ПОЛЬЗА, ЧЕСТЬ И СЛАВА », (russe pour Bienfait, Honneur et Gloire, Pol'za, tchest' i slava).
Le ruban : Ruban de soie moiré rouge bordé de noir.

### Ruban

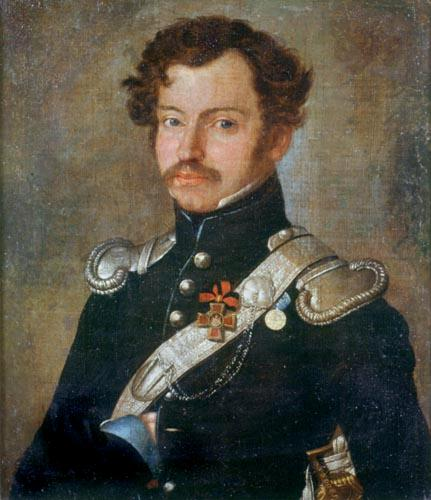
Portrait de l’officier russe A.A. Zahkharine portant le ruban horizontal de l'Ordre de Saint-Vladimir

Le 7 décembre 1789, Catherine II de Russie par un décret spécial ordonna la création d'un signe distinctif sur le ruban de l'Ordre de Saint-Vladimir. Noué horizontalement, ce ruban fut attribué en récompense d'exploits militaires réalisés au cours d'une bataille navale ou terrestre. Le premier chevalier de l'Ordre de Saint-Vladimir avec ruban noué horizontalement fut le capitaine de corvette Dmitri Nikolaïevitch Seniavine. En récompense de sa victoire sur la flotte ottomane lors de la bataille de Fidonisi, le 14 juillet 1788, l'amiral Fiodor Fiodorovitch Ouchakov fut décoré de l'Ordre de Saint-Vladimir avec ruban, Michel Barclay de Tolly reçut également cet insigne en récompense de sa bravoure lors de la prise d'Otchakov en 1788. Ce titre honorifique fut particulièrement apprécié par les officiers ayant montré de la bravoure au cours des combats, l'Ordre de Saint-Vladimir avec ruban se situait juste au-dessous de l'Ordre de Saint-Georges (4e classe) (titre honorifique réservé uniquement aux militaires).

### Port des insignes
L'ordre de Saint-Vladimir comportait quatre classes :
- Première classe de l'Ordre : La croix de l'insigne de l'Ordre de Saint-Vladimir était suspendue à une écharpe rouge et noire passant de l'épaule gauche à la hanche droite, (taille 55 millimètres). une plaque composée de huit branches était portée sur le côté gauche
- Deuxième classe : La croix de l'ordre suspendue à un ruban rouge et noir était portée autour du cou, (taille : 47 millimètres), la plaque était fixée sur le côté gauche du récipiendaire.
- Troisième classe : La croix (40 millimètres) était suspendue à une ruban rouge et noir, comme l'insigne 2e classe, elle était portée autour du cou.
- Quatrième classe : Une croix (35 millimètres) était portée sur le côté gauche[32].

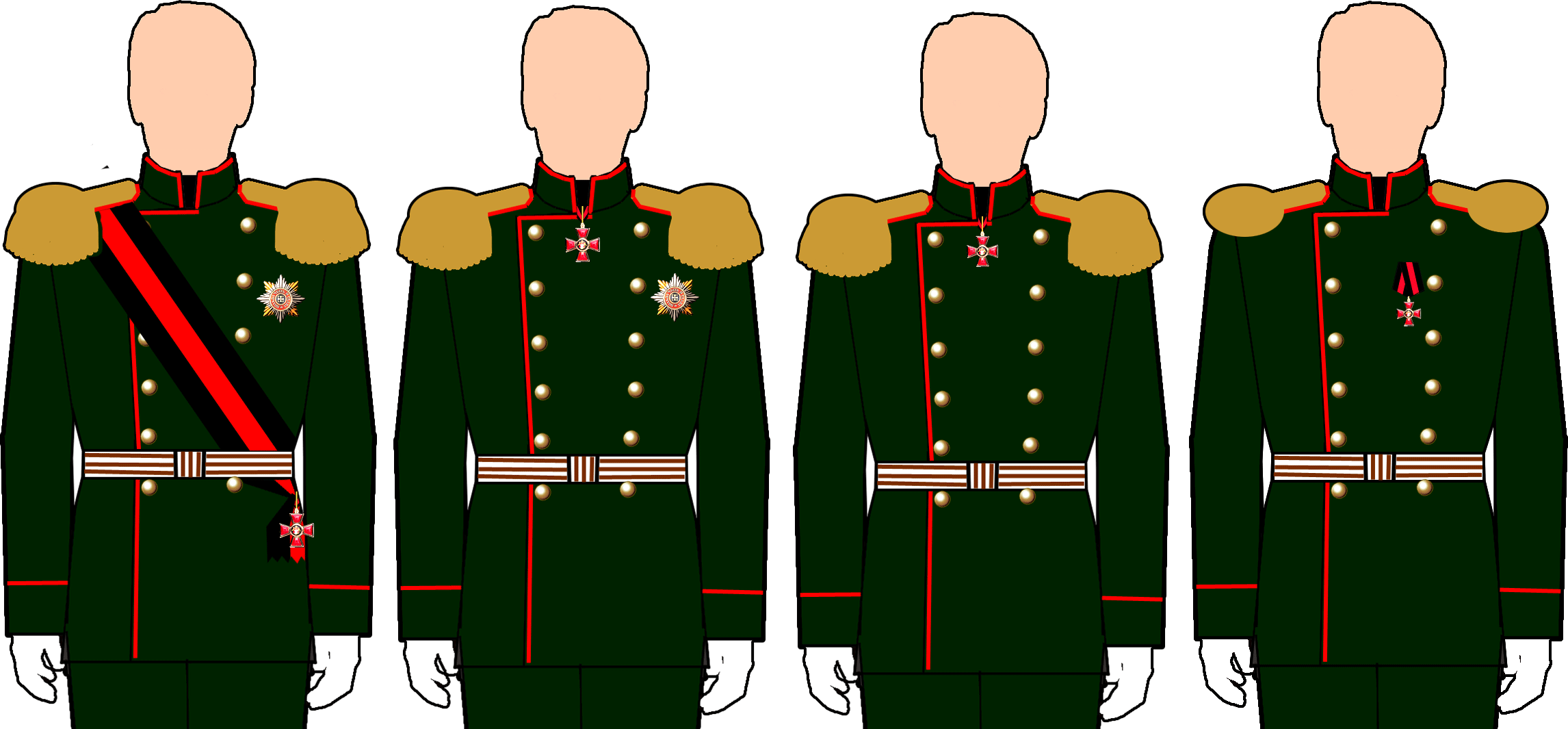
Règles du port pour les classes de l'Ordre de Saint-Vladimir (de gauche à droite du 1er au 4ème)

## Sources
- (ru) Statuts des ordres impériaux
- Nouveau dictionnaire encyclopédique (Encyclopédie Brockhaus et Efron)